# Атогия
Атоги́я (порт. Atouguia) — район (фрегезия) в Португалии, входит в округ Сантарен. Является составной частью муниципалитета Орен. По старому административному делению входил в провинцию Бейра-Литорал. Входит в экономико-статистический субрегион Медиу-Тежу, который входит в Алентежу. Население составляет 2460 человек на 2001 год. Занимает площадь 19,55 км².